# SBB BDe 4/4
Az SBB BDe 4/4 egy svájci villamosmotorvonat-sorozat. 1952 és 1955 között gyártották.